# 草原響尾蛇
草原響尾蛇（学名：Crotalus viridis）亦稱西部響尾蛇，是美國西部分佈相當廣的一種響尾蛇。其种加词“viridis”意为“绿色的”。

## 外部連結
- Prairie Rattlesnake - Crotalus viridis （页面存档备份，存于） at Herpnet.net （页面存档备份，存于）, Reptiles and Amphibians of Iowa. Accessed 15 June 2007.